# Список дипломатичних місій Ірландії

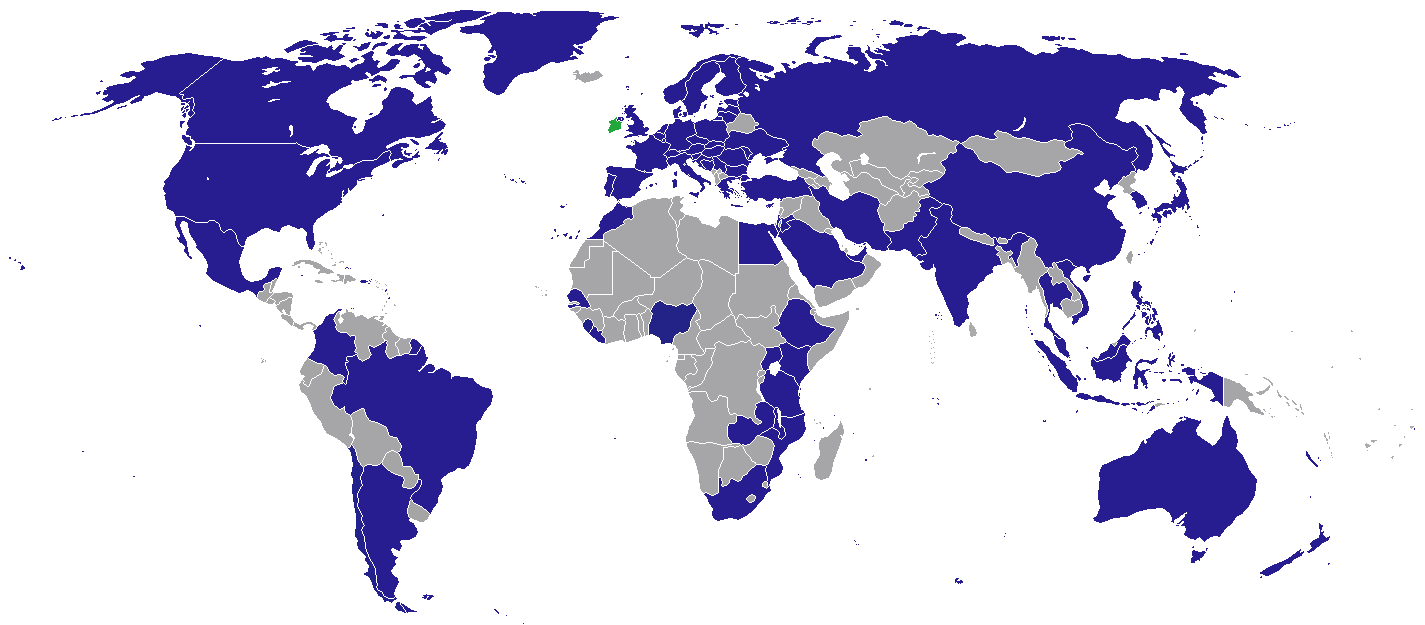
Країни, в яких є посольство Ірландії.

Ірландія має дипломатичні стосунки із 161 державою світу, в 62 з який вона має посольство. Окрім того, Ірландія має 12 консульств, 7 представництв при міжнародних організаціях, 24 почесних генеральних консульства та 62 почесних консульства. Також, ірландське державне агентство IDA Ireland, яке займається інвестиціями та торгівлею, має свою мережу закордонних представництв. Почесні генеральні консульства та почесні консульства не представлені в цьому списку.

## Посольства
- Австралія: Канберра
- Австрія: Відень
- Аргентина: Буенос-Айрес
- Бельгія: Брюссель
- Болгарія: Софія
- Бразилія: Бразиліа
- Ватикан: Ватикан
- Велика Британія: Лондон
- В'єтнам: Ханой
- Греція: Афіни
- Данія: Копенгаген
- Естонія: Таллінн
- Ефіопія: Аддис-Абеба
- Єгипет: Каїр
- Замбія: Лусака
- Ізраїль: Тель-Авів
- Індія: Нью-Делі
- Індія: Джакарта
- Іспанія: Мадрид
- Італія: Рим
- Канада: Оттава
- Кенія: Найробі
- Кіпр: Нікосія
- Латвія: Рига
- Литва: Вільнюс
- Люксембург: Люксембург
- Малаві: Лілонгве
- Малайзія: Куала-Лумпур
- Мальта: Валлетта
- Мексика: Мехіко
- Мозамбік: Мапуту
- Нігерія: Абуджа
- Нідерланди: Гаага
- Німеччина: Берлін
- Норвегія: Осло
- ОАЕ: Абу-Дабі
- Палестина: Рамалла (представництво)
- ПАР: Преторія
- Південна Корея: Сеул
- Польща: Варшава
- Португалія: Лісабон
- Росія: Москва
- Румунія: Бухарест
- Саудівська Аравія: Ер-Ріяд
- Сінгапур: Сінгапур
- Словаччина: Братислава
- Словенія: Любляна
- США: Вашингтон
- Сьєрра-Леоне: Фрітаун
- Таїланд: Бангкок
- Танзанія: Дар-ес-Салам
- Туреччина: Анкара
- Уганда: Кампала
- Угорщина: Будапешт
- Україна: Київ
- Фінляндія: Гельсінкі
- Франція: Париж
- Хорватія: Загреб
- Чехія: Прага
- Чилі: Пекін
- Швейцарія: Берн
- Швеція: Стокгольм
- Японія: Токіо

## Генеральні консульства
- Австралія: Сідней
- Бразилія: Сан-Паулу
- КНР: Гонконг
- КНР: Шанхай
- ПАР: Кейптаун
- США: Атланта
- США: Бостон
- США: Нью-Йорк
- США: Остін
- США: Сан-Франциско
- США: Чикаго
- Велика Британія: Единбург

## Представництва в міжнародних організаціях
- Європейський Союз: Брюссель
- Рада Європи: Страсбург
- Організація Об'єднаних Націй: Нью-Йорк
- Організація Об'єднаних Націй та інші міжнародні організації: Женева
- Організація з безпеки і співробітництва в Європі: Відень
- Продовольча та сільськогосподарська організація ООН: Рим
- ЮНЕСКО та  Організація економічного співробітництва та розвитку: Париж

## Галерея

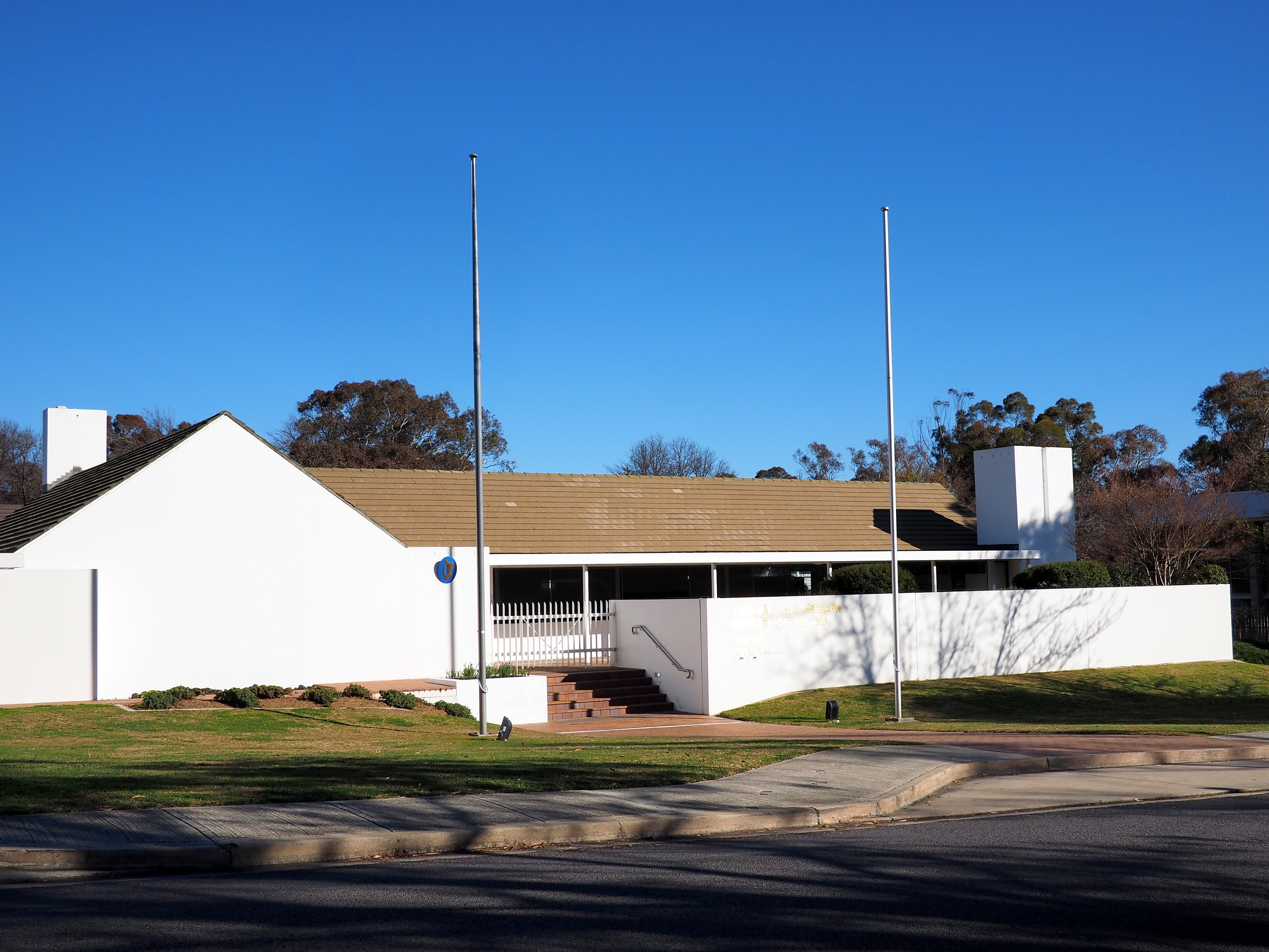
Посольство Ірландії в Австралії
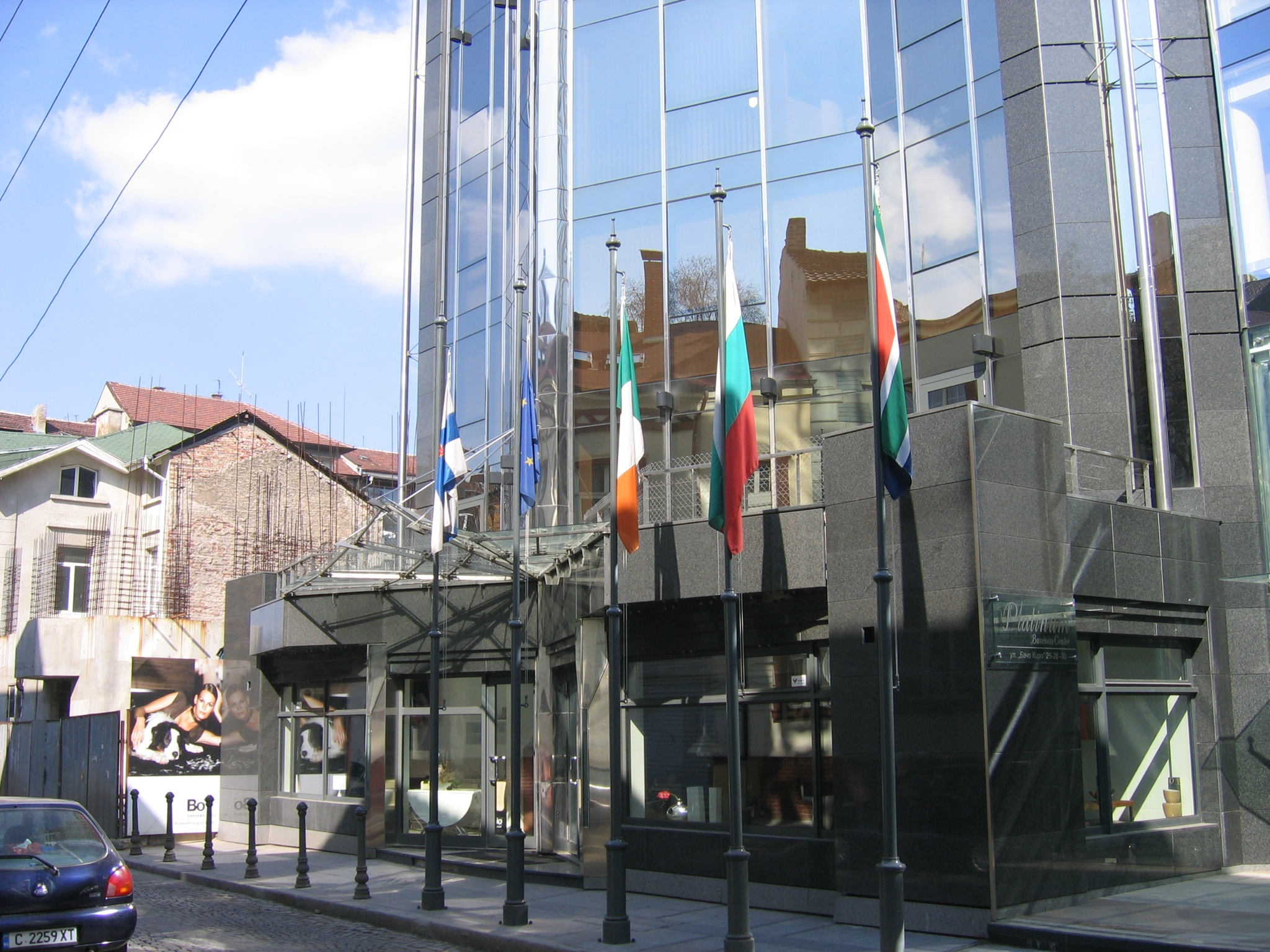
Посольство Ірландії в Болгарії
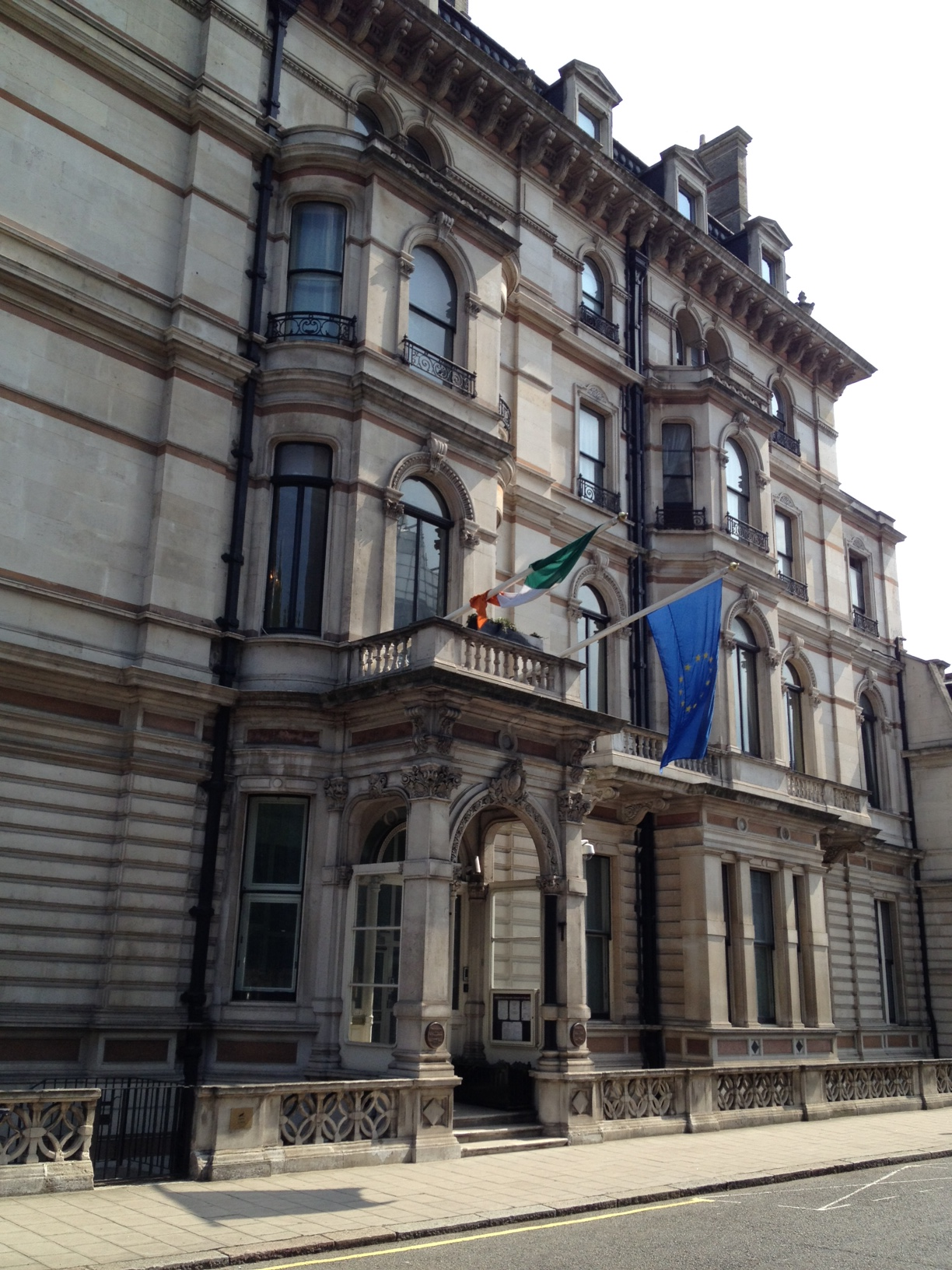
Посольство Ірландії в Великій Британії
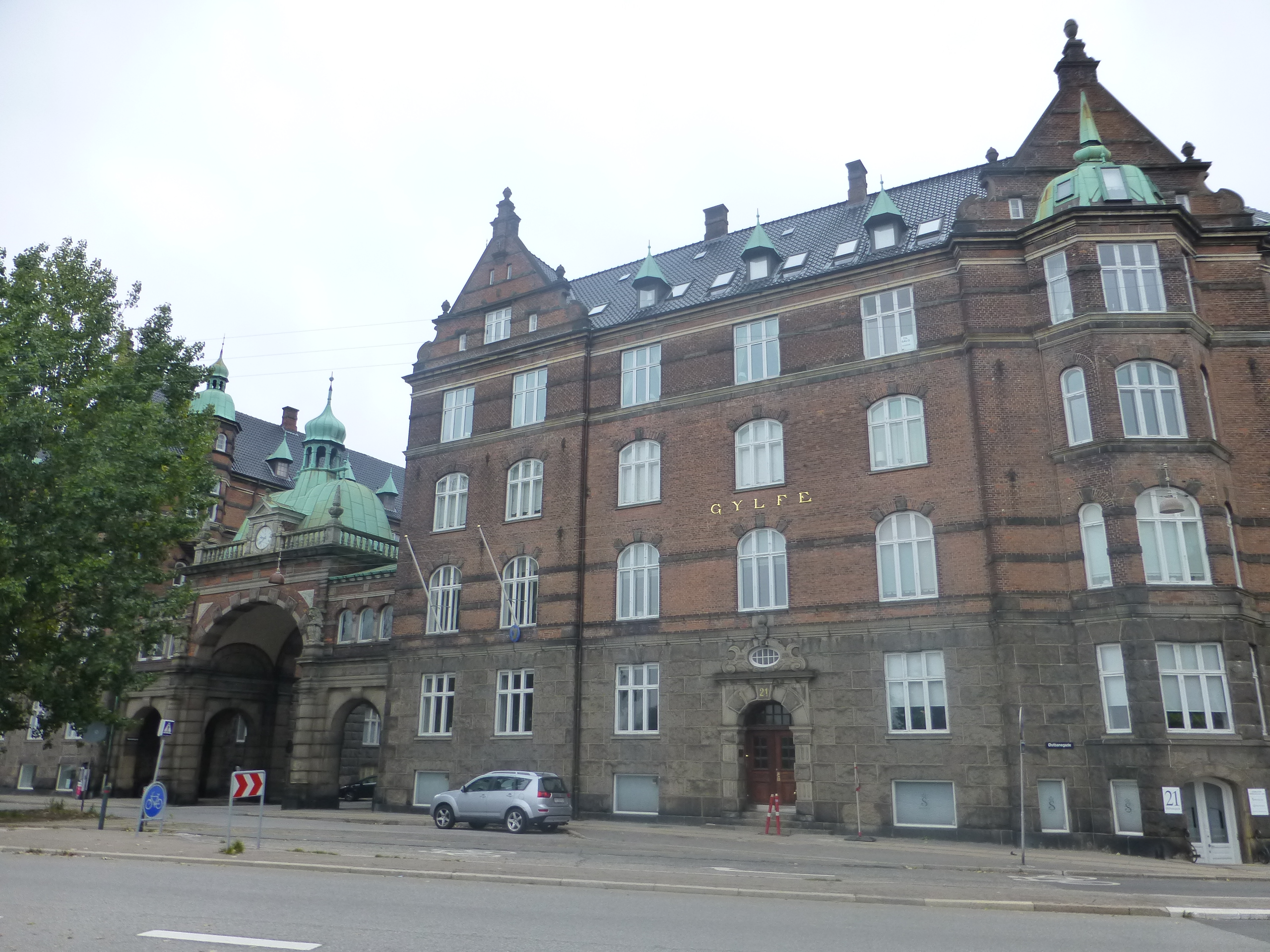
Посольство Ірландії в Данії
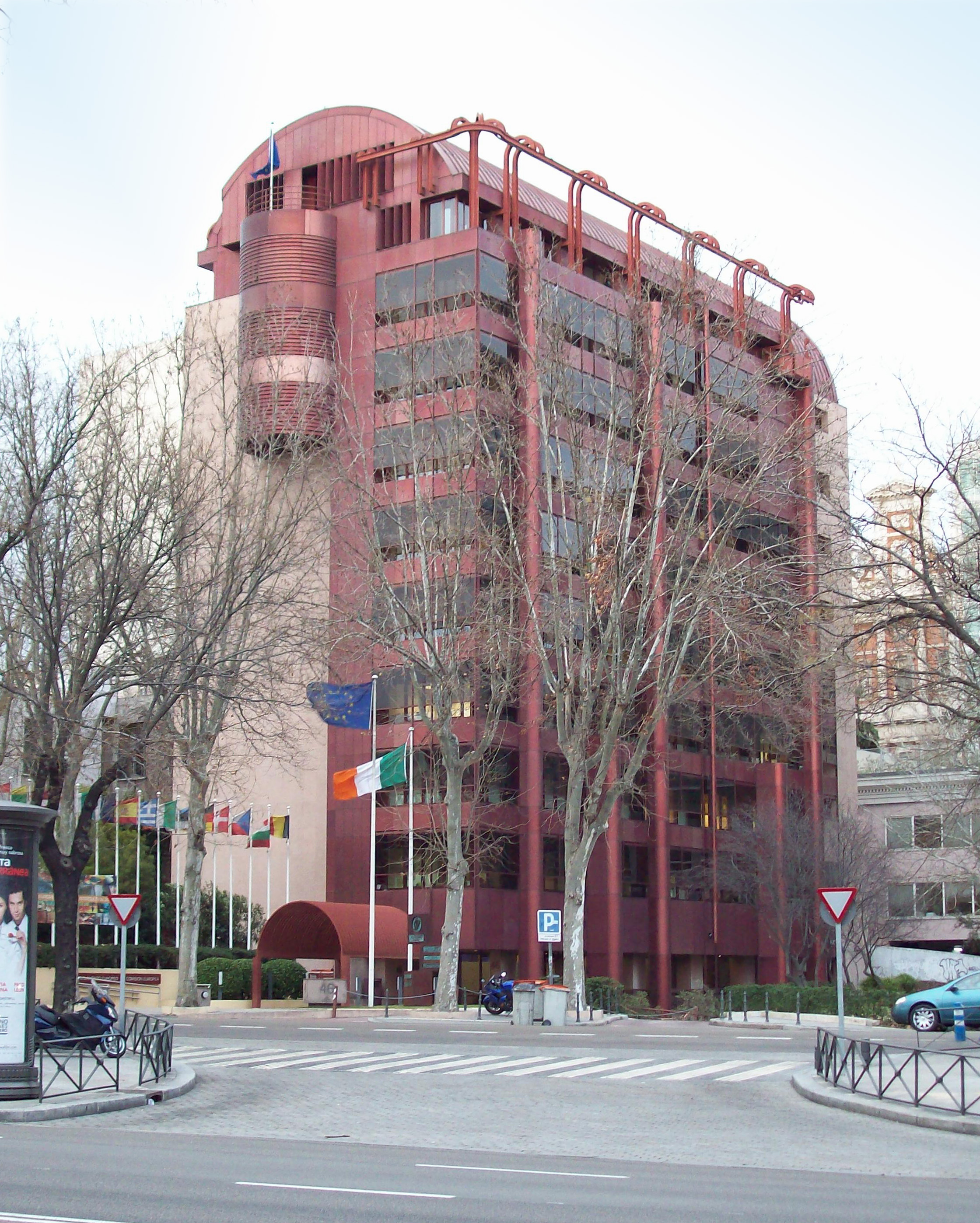
Посольство Ірландії в Іспанії
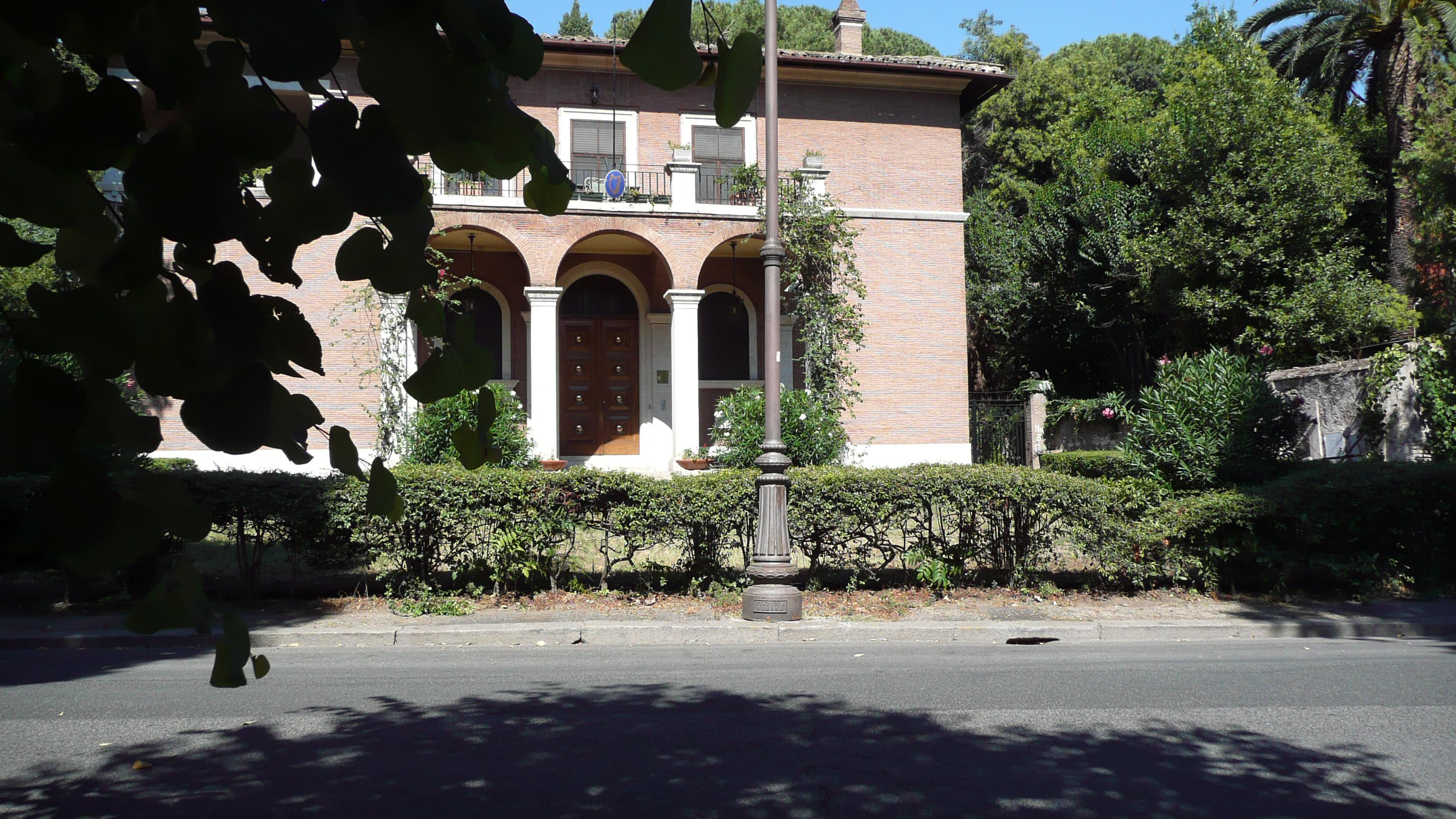
Посольство Ірландії в Італії
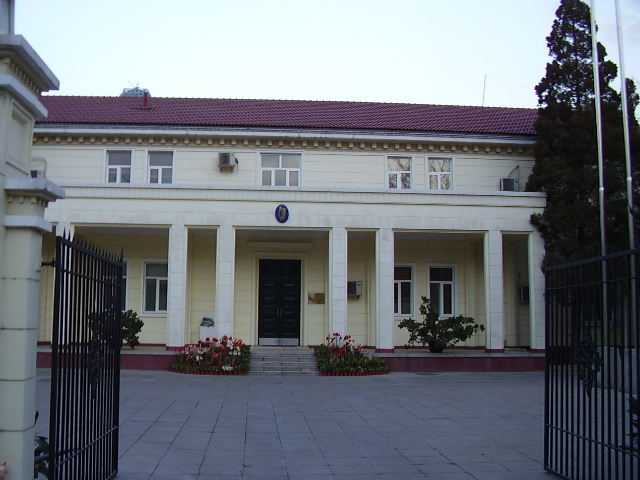
Посольство Ірландії в КНР
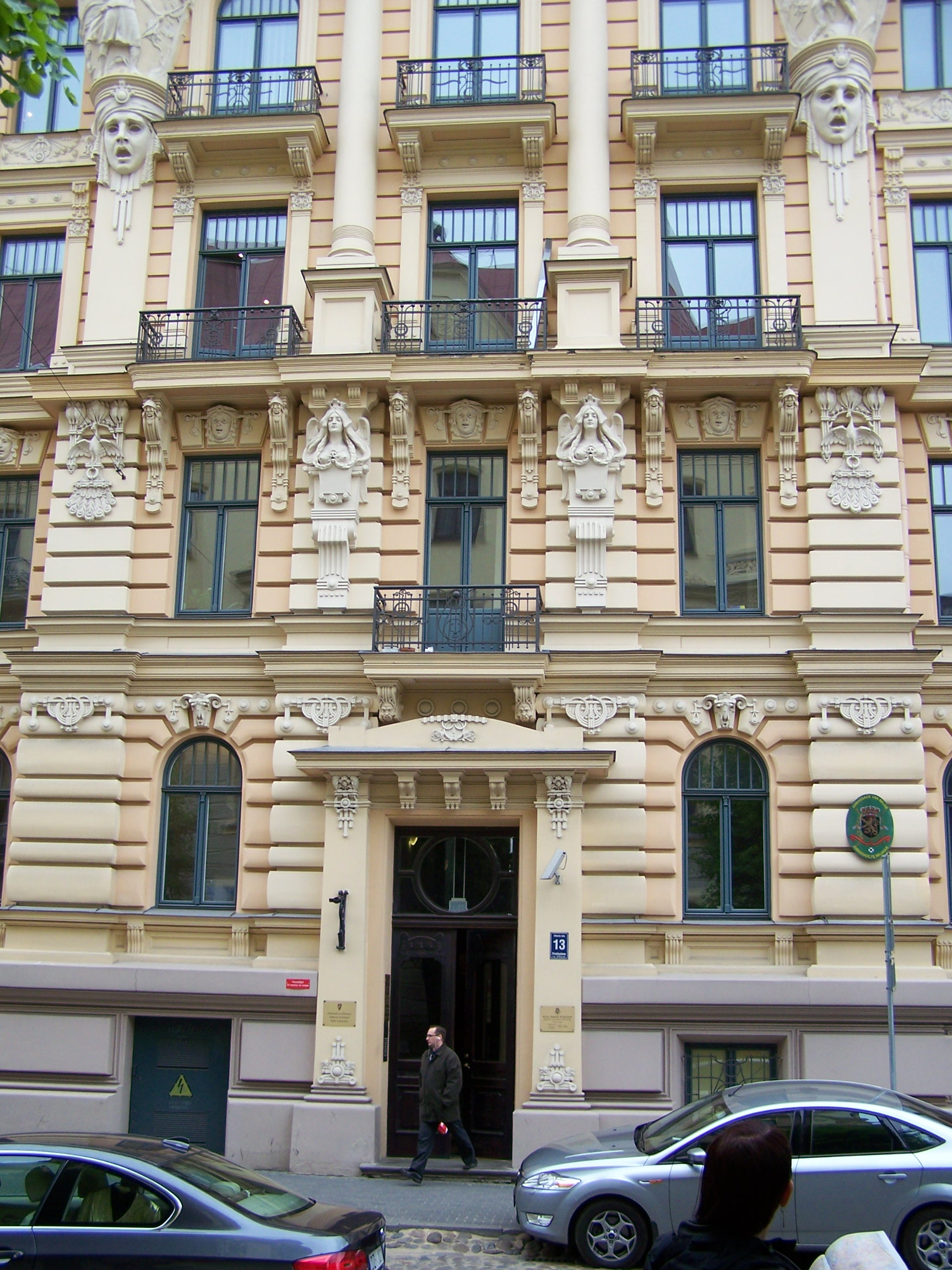
Посольство Ірландії в Латвії
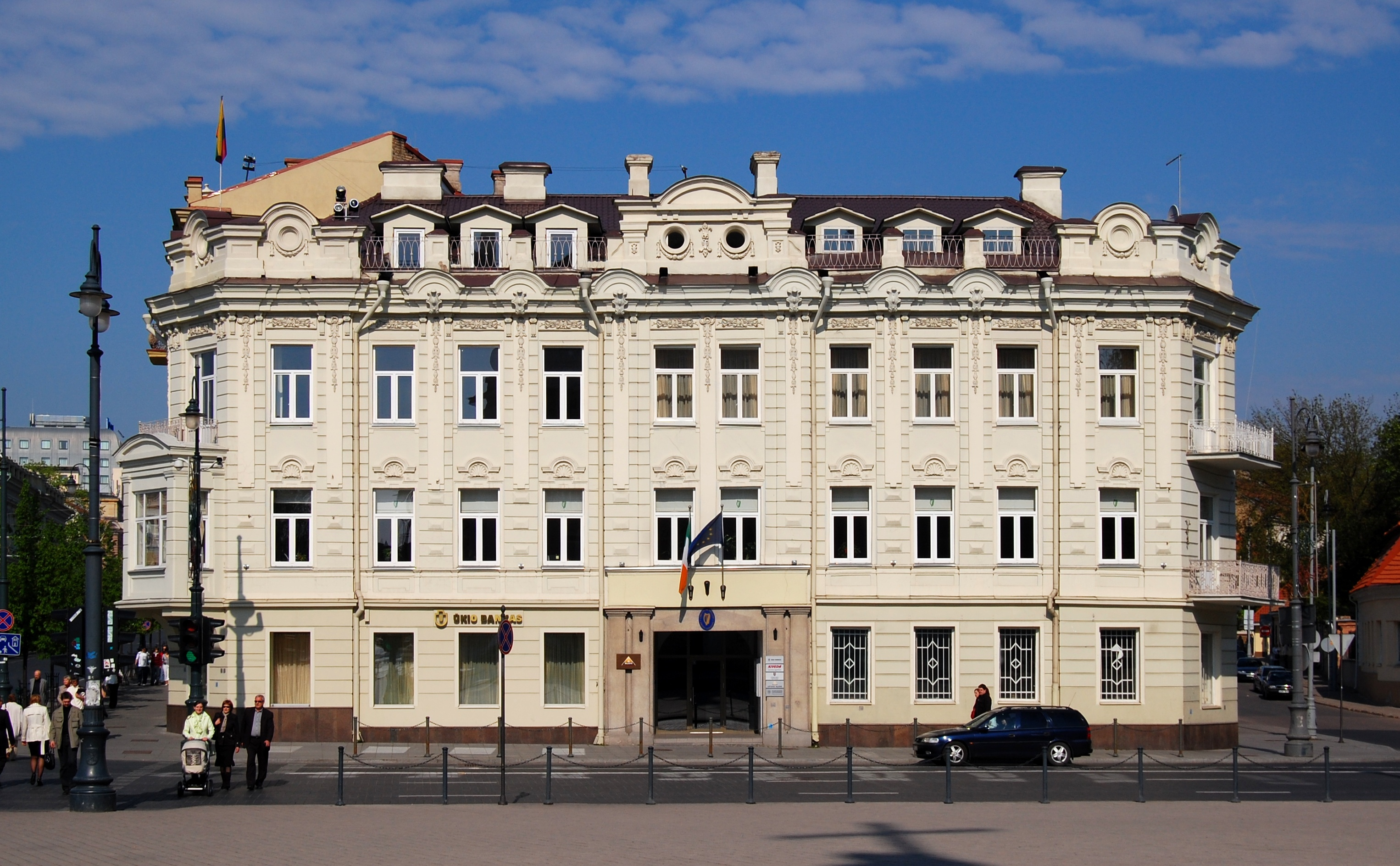
Посольство Ірландії в Литві
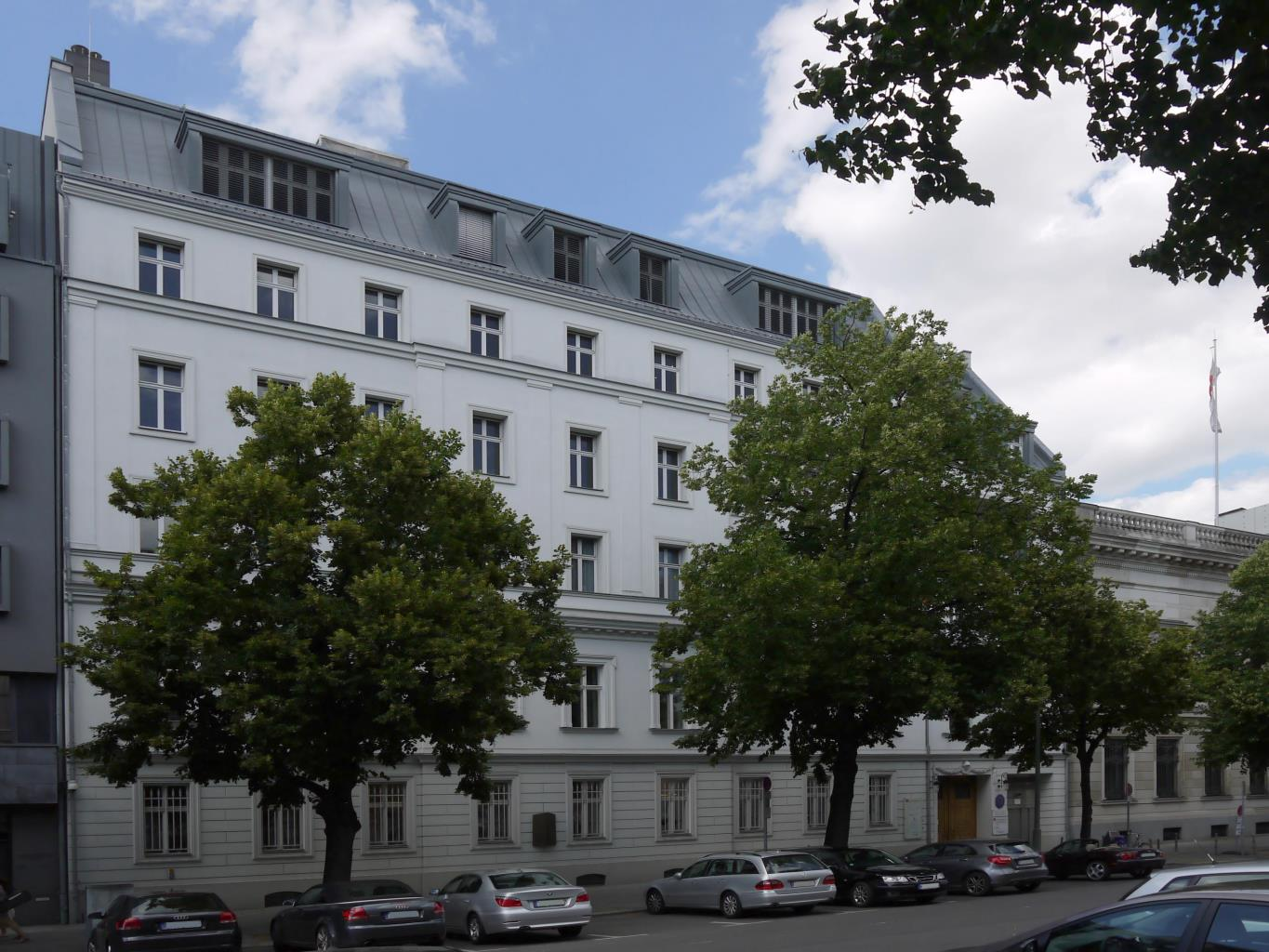
Посольство Ірландії в Німеччині
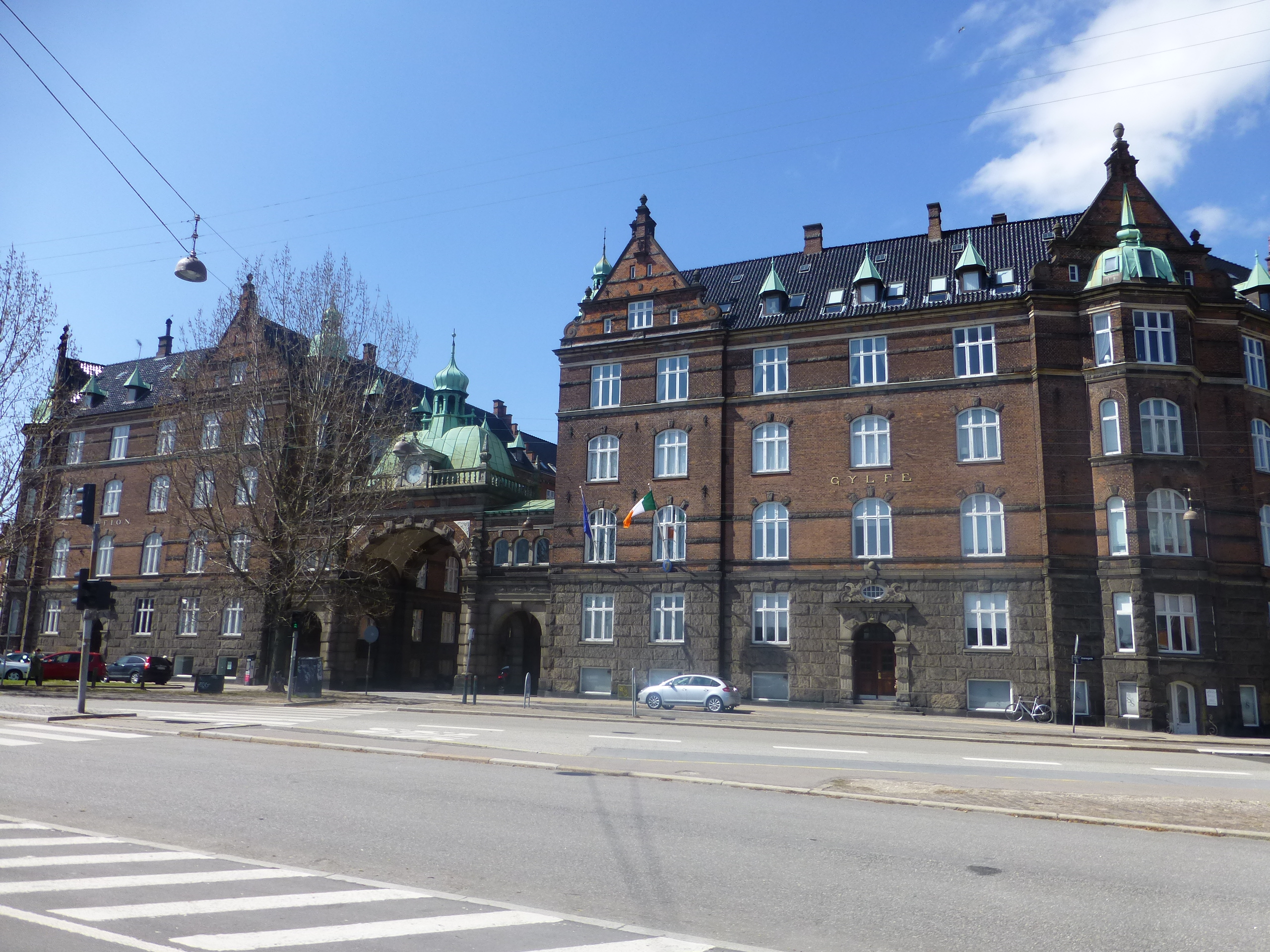
Посольство Ірландії в Норвегії
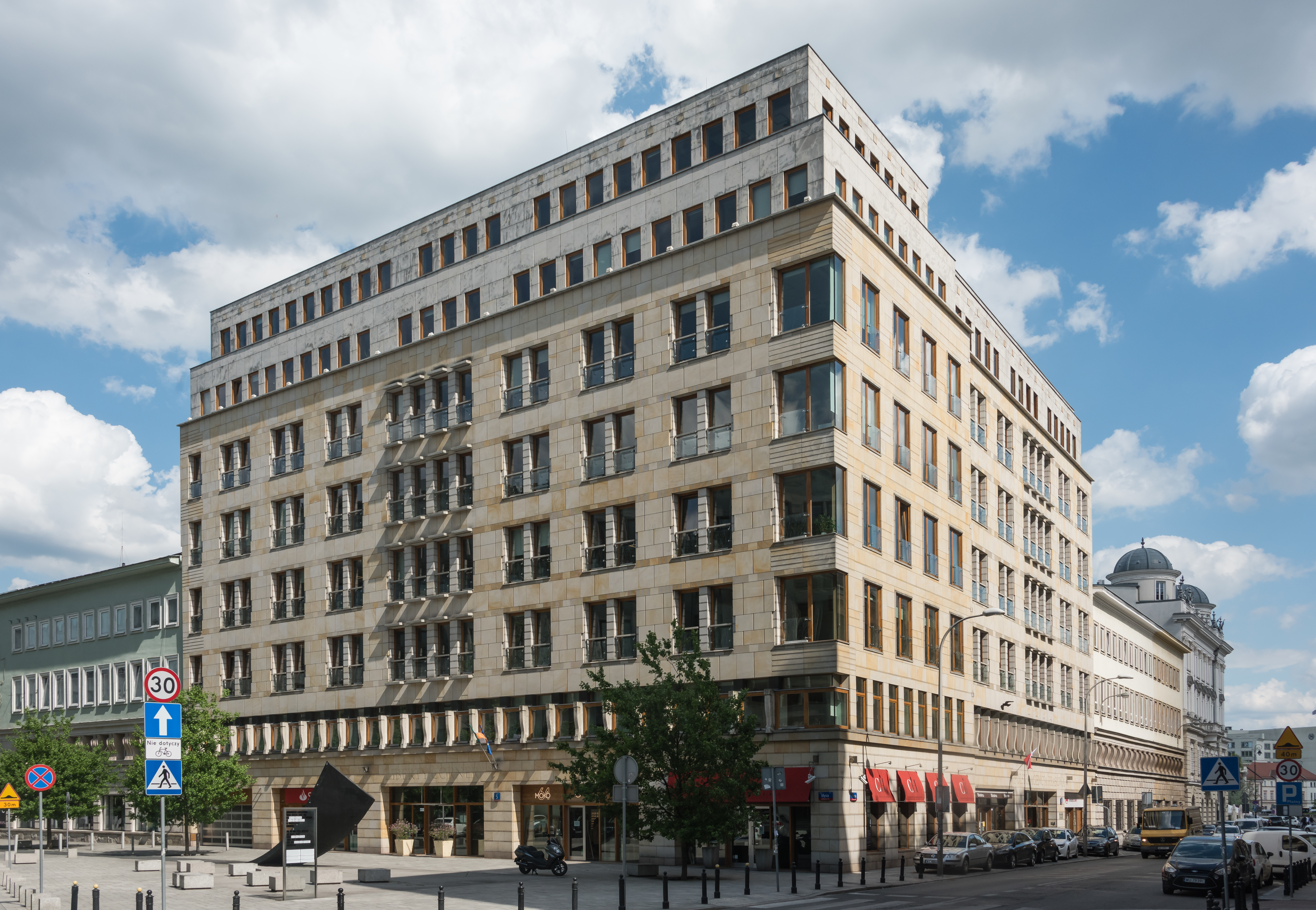
Посольство Ірландії в Польщі
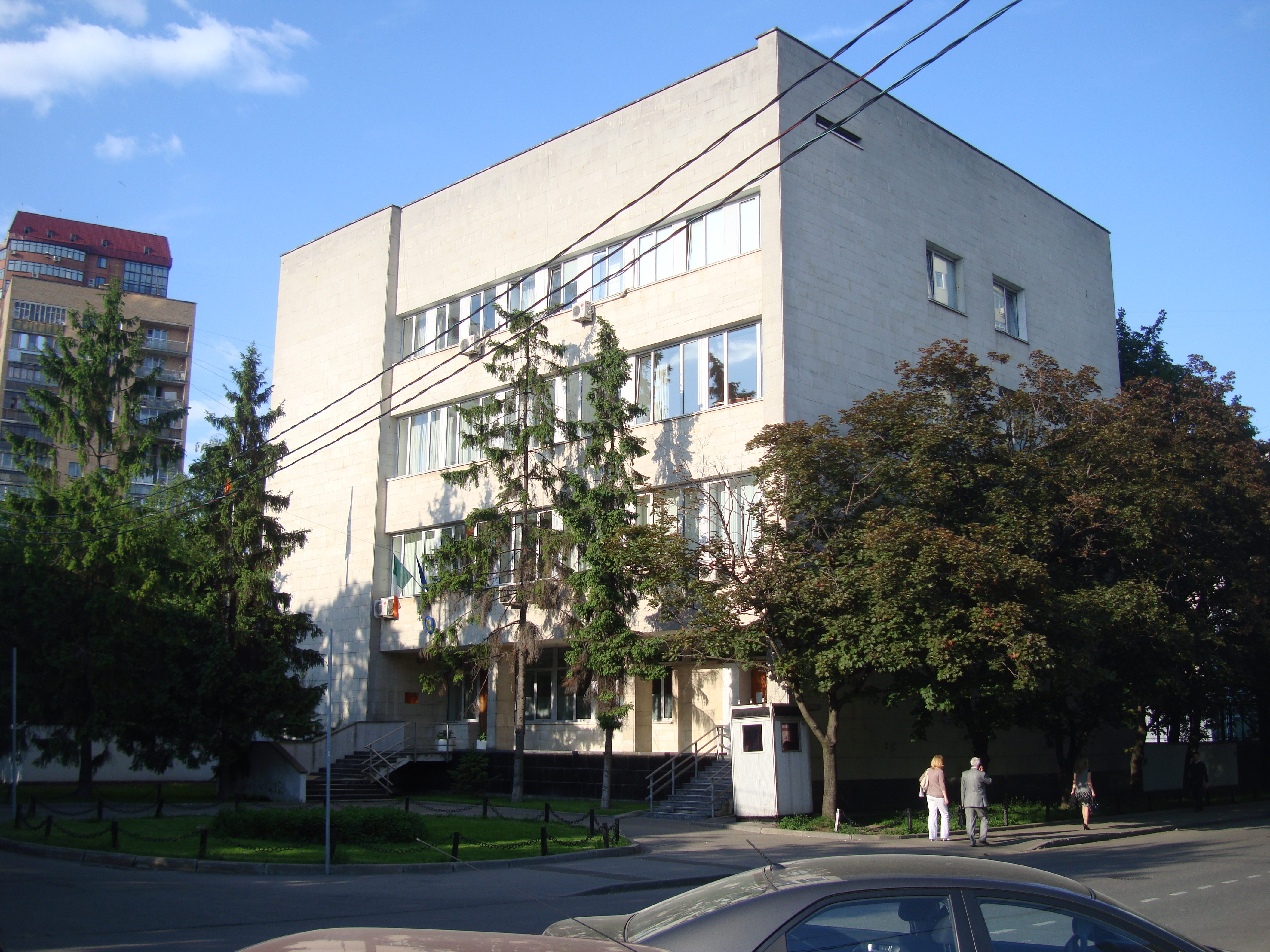
Посольство Ірландії в Росії
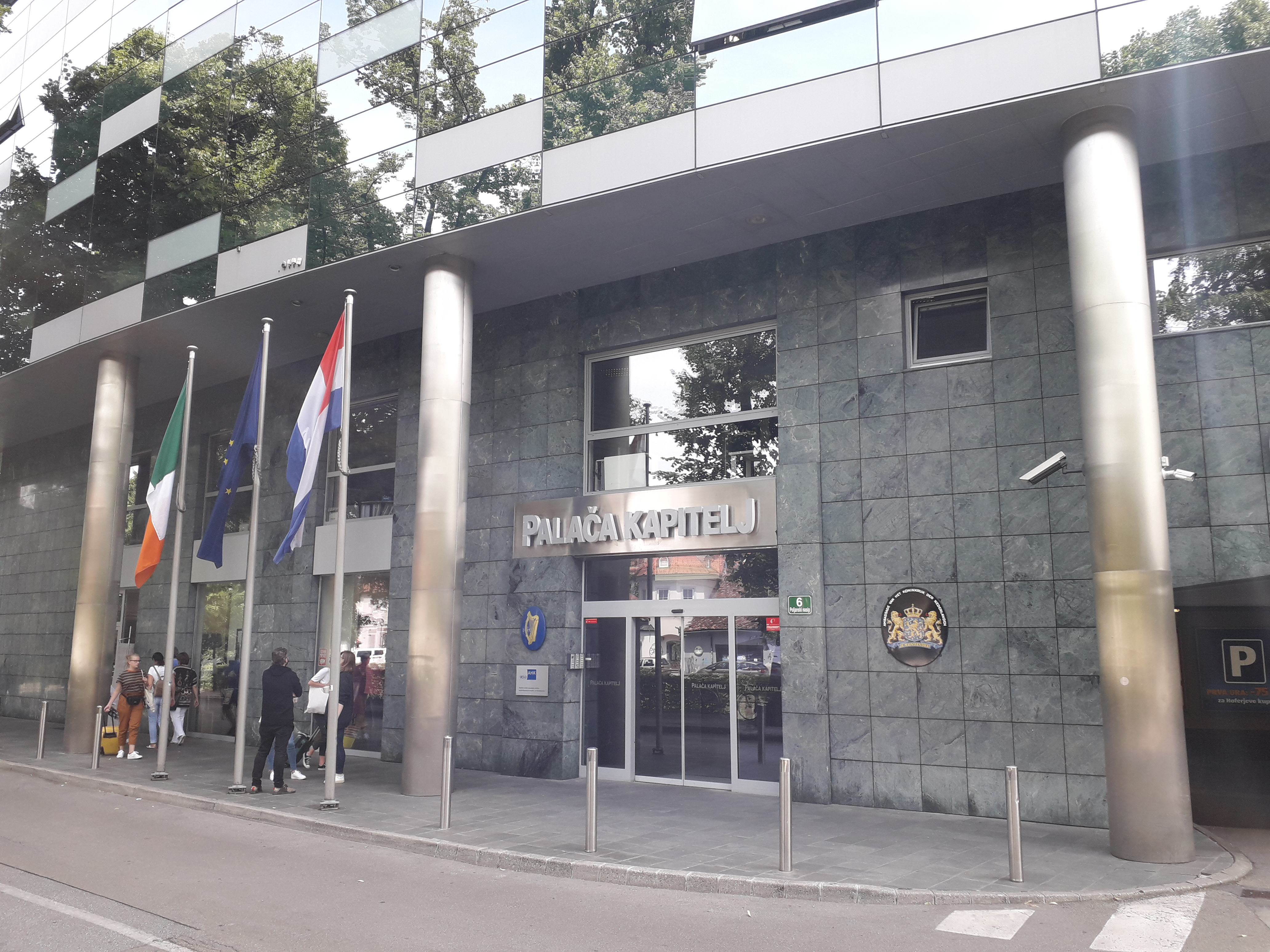
Посольство Ірландії в Словенії
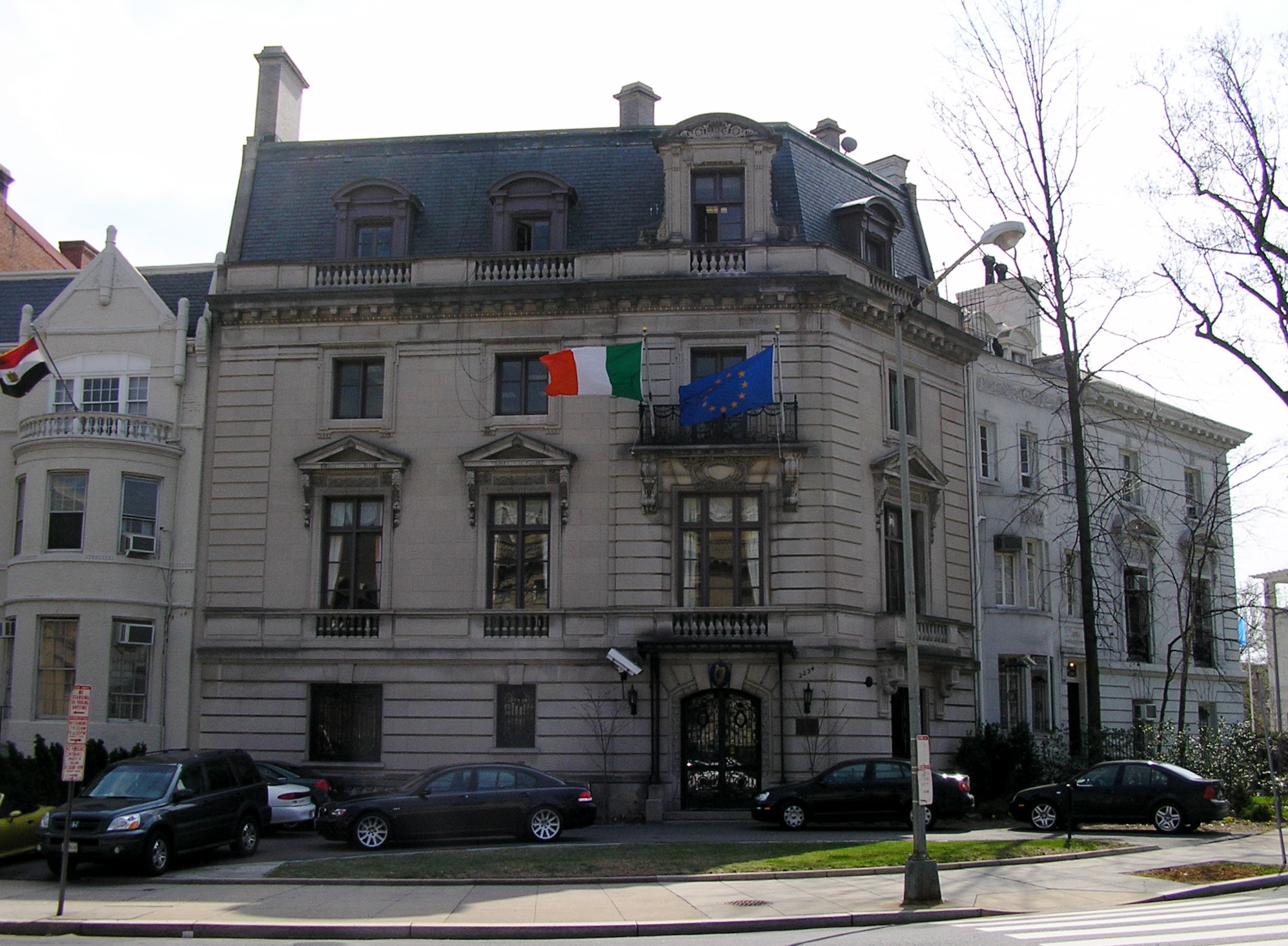
Посольство Ірландії в США
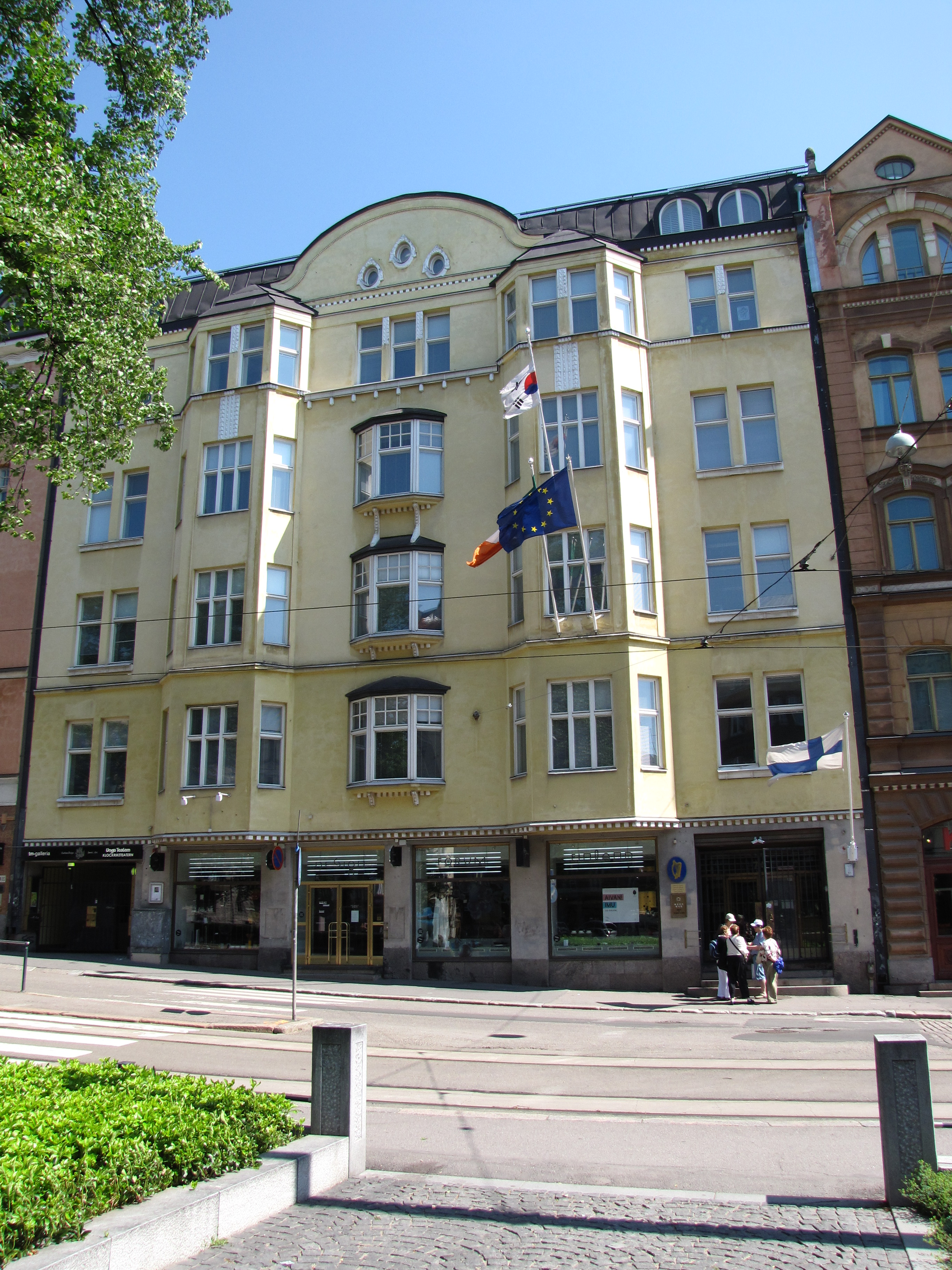
Посольство Ірландії у Фінляндії
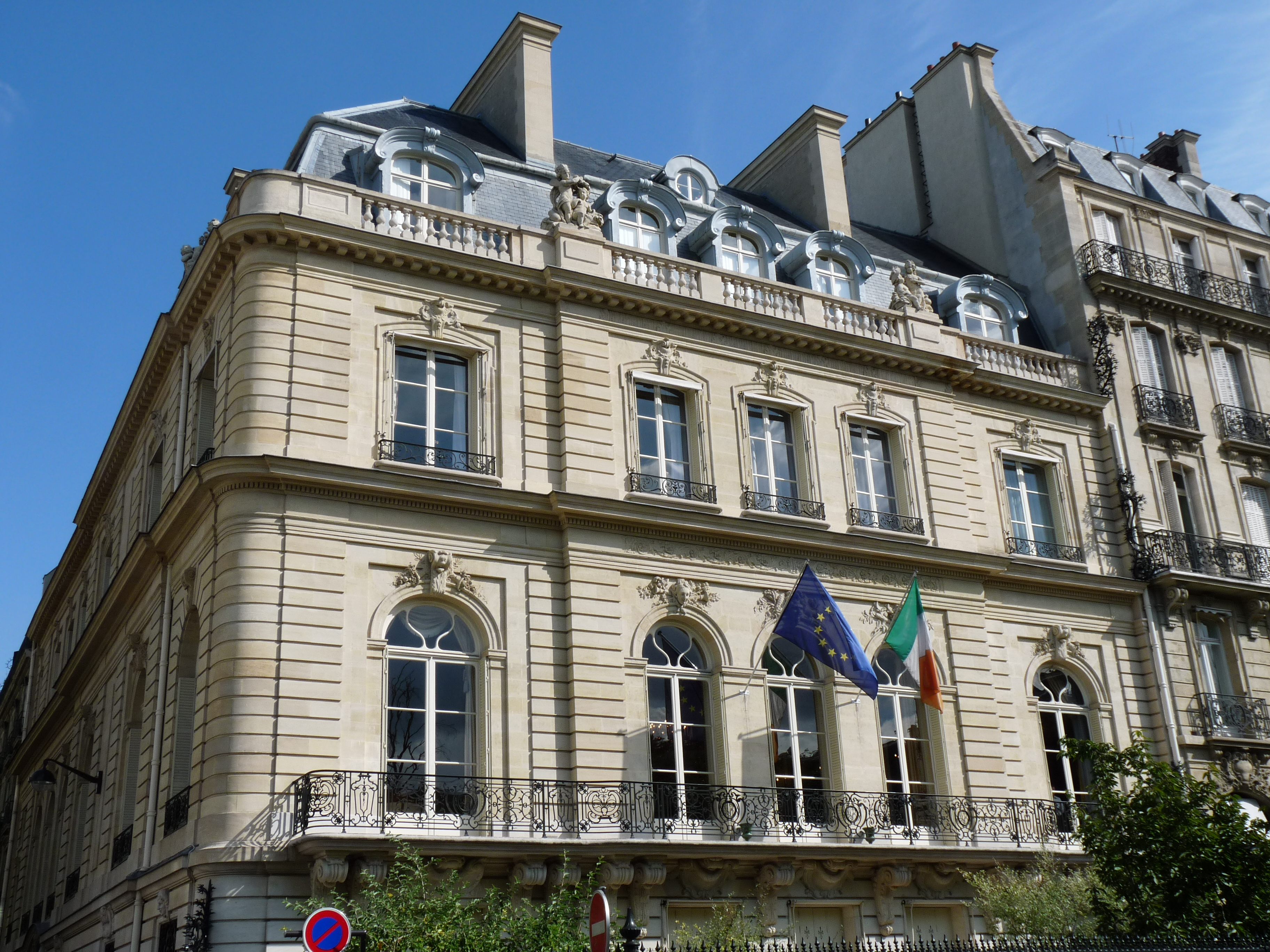
Посольство Ірландії у Франції
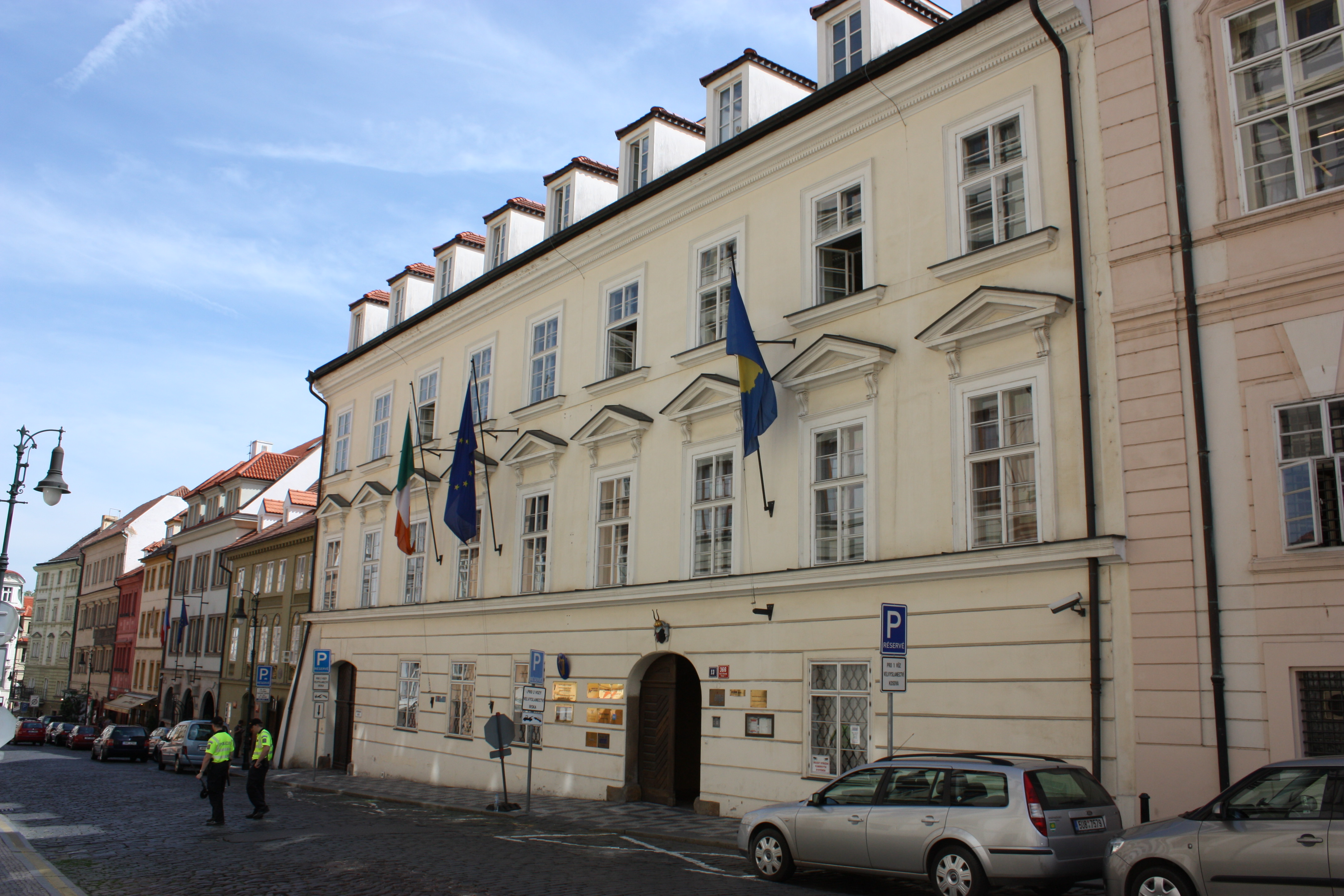
Посольство Ірландії в Чехії
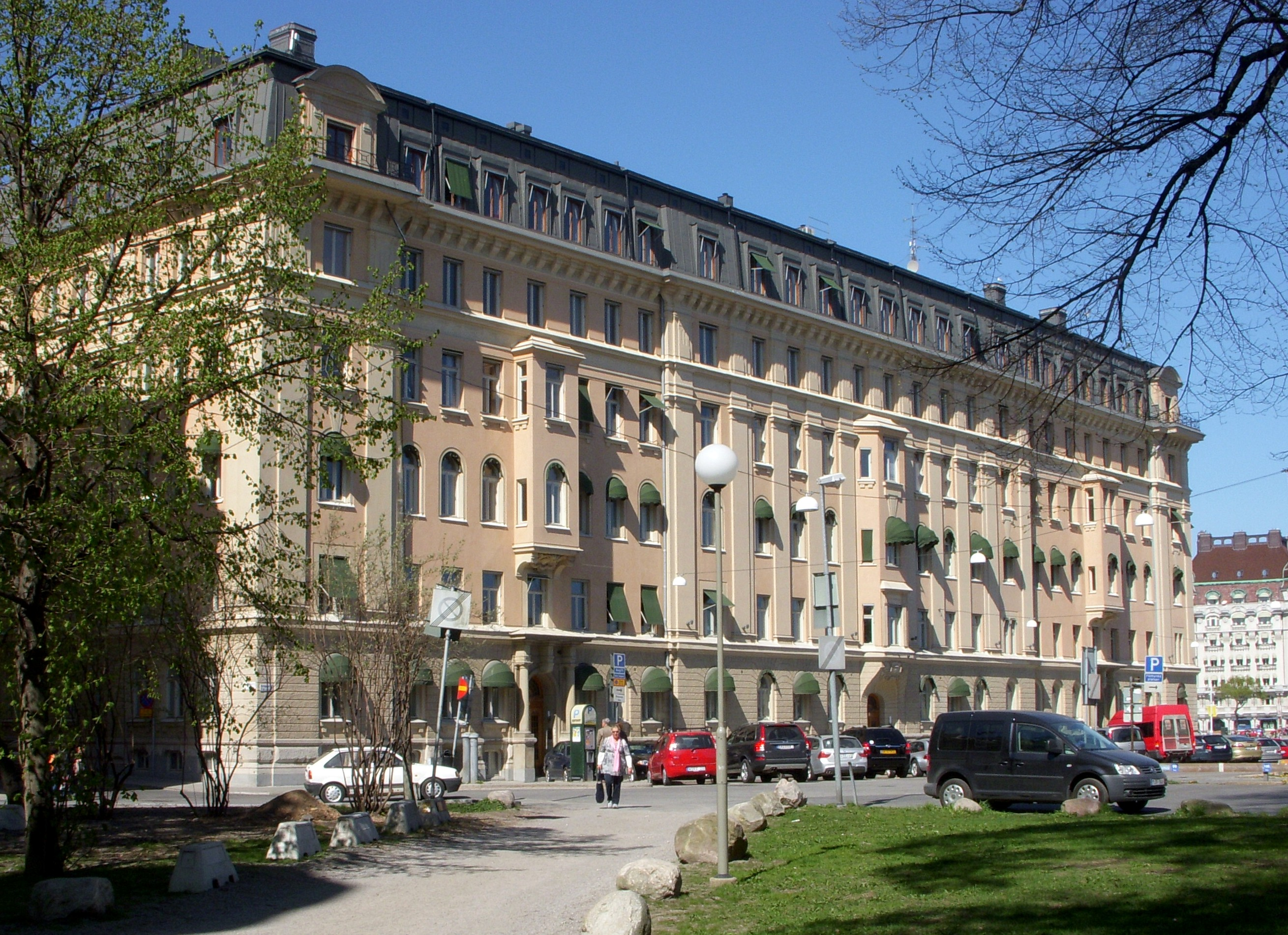
Посольство Ірландії в Швеції